# Fabian Schleusener
Fabian Schleusener (* 24. Oktober 1991 in Freiburg im Breisgau) ist ein deutscher Fußballspieler. Der Stürmer steht beim Karlsruher SC unter Vertrag.

## Privates
Fabian Schleusener stammt aus Gundelfingen im Breisgau. Nach dem Abitur leistete er zunächst ein freiwilliges soziales Jahr in der Tumorbiologie des Universitätsklinikums Freiburg ab. Ein anschließendes Studium der Volkswirtschaftslehre und später der Betriebswirtschaftslehre an der Dualen Hochschule in Lörrach verfolgte er aufgrund seiner beginnenden Profikarriere dann nicht weiter.
Schleusener ist verheiratet und Vater einer 2021 geborenen Tochter.

## Karriere
Schleusener ging als C-Jugendlicher von seinem Heimatclub SV Wildtal zum FC Denzlingen. In der Saison 2009/10 kam er erstmals im Erwachsenenbereich bei der zweiten Mannschaft des FCD in der Landesliga Südbaden Staffel 2 zum Einsatz. In den folgenden beiden Spielzeiten lief er für die erste Mannschaft in der Verbandsliga Südbaden auf. Im Jahr 2012 wechselte er vom FC Denzlingen zum Bahlinger SC, mit dem er in der Oberliga Baden-Württemberg spielte. Im Juli 2013 ging er zum Regionalligisten SV Waldhof Mannheim, kehrte jedoch bereits im Januar 2014 nach nur einem Tor aus zehn Einsätzen nach Bahlingen zurück. In der Saison 2014/15 wurde Schleusener mit 27 Treffern aus 34 Spielen Torschützenkönig der Oberliga Baden-Württemberg und hatte damit maßgeblichen Anteil am zweiten Platz seines Vereins in der Abschlusstabelle. Die Mannschaft war damit für die Aufstiegsspiele qualifiziert, die Schleusener mit ihr erfolgreich bestritt und somit den Aufstieg in die Regionalliga Südwest feiern konnte. Er verließ den Verein jedoch und wechselte zur zweiten Mannschaft des SC Freiburg, die ebenfalls in der Regionalliga Südwest spielte. Am 22. November 2015 stand Schleusener erstmals im Kader der Zweitliga-Mannschaft der Breisgauer und wurde beim 4:1-Heimsieg gegen den SC Paderborn 07 in der 79. Minute für Vincenzo Grifo eingewechselt.
Zur Saison 2016/17 wurde Schleusener für ein Jahr an den Drittligisten FSV Frankfurt verliehen. Bei seinem Pflichtspieldebüt am 30. Juli 2016 erzielte er beim Auswärtsspiel gegen Holstein Kiel in der 84. Minute den Treffer zum 1:1-Endstand. Nach acht Ligatoren in der Hinrunde zog er sich in der Winterpause in einem Testspiel einen Kreuzbandriss zu und fiel für den Rest der Spielzeit aus. Am Saisonende stieg er mit der Mannschaft in die Regionalliga Südwest ab. Schleusener wurde zur Saison 2017/18 an den Absteiger aus der 2. Bundesliga, den Karlsruher SC, abermals in die 3. Liga ausgeliehen. Sein erstes Pflichtspiel für Karlsruhe absolvierte er am 21. Juli 2017, dem 1. Spieltag der Saison 2017/18, beim 2:2 gegen den VfL Osnabrück, als er in der 81. Spielminute für Dominik Stroh-Engel eingewechselt wurde. Sein erstes Pflichtspieltor erzielte Schleusener beim 1:1 gegen den Halleschen FC am 26. August 2017, dem 6. Spieltag. Mit Karlsruhe belegte er den dritten Platz der Abschlusstabelle und hatte mit 17 Ligatreffern maßgeblichen Anteil daran, dass er sich mit seiner Mannschaft somit für die Relegation zum Aufstieg in die 2. Bundesliga qualifizierte, in der sie trotz eines Tores von Schleusener dem FC Erzgebirge Aue unterlag.
Zur Spielzeit 2018/19 wurde Schleusener für ein Jahr von Freiburg an den Zweitligisten SV Sandhausen verliehen. Auch dort stellte er seine Torjägerqualitäten unter Beweis und erzielte trotz eher mäßiger Auftritte seines Vereins in 26 Spielen zehn Tore. Am 31. März 2019 zog er sich bei einem Zusammenprall mit dem Torhüter des FC Ingolstadt 04, Philipp Tschauner, einen Schienbeinbruch zu und fiel für den Rest der Saison aus.
Im Juli 2019 schloss sich Schleusener nach der teilweisen Teilnahme an der Saisonvorbereitung Freiburgs dem 1. FC Nürnberg an, der zuvor in die 2. Liga abgestiegen war. Bei den Franken unterschrieb der Angreifer einen Vertrag über drei Jahre. Aufgrund der Nachwirkungen seiner im März zugezogenen Verletzung konnte Schleusener erst ab November 2019 für den Verein aktiv werden. Nachdem Schleusener während der regulären Saison kein Treffer gelungen war, traf er in der letzten Minute der Nachspielzeit im Relegationsrückspiel gegen den FC Ingolstadt 04 und bewahrte den 1. FC Nürnberg damit vor dem Gang in die Drittklassigkeit. Auch in der folgenden Spielzeit verpasste Schleusener trotz längerer Verletzungspausen seiner Sturmkonkurrenten Felix Lohkemper, Pascal Köpke und Manuel Schäffler den Durchbruch in der ersten Mannschaft und wurde vor allem als Ergänzungsspieler eingesetzt. So kam er über 2 Jahre insgesamt zu 46 Ligaeinsätzen im Trikot der Nürnberger, in denen er lediglich 1 Tor erzielte, zuzüglich des entscheidenden Treffers im Relegationsrückspiel.
Zur Saison 2021/22 wechselte Schleusener zurück zum ebenfalls zweitklassigen Karlsruher SC, für den er 2017/18 bereits auf Leihbasis aktiv war. Hier etablierte er sich rasch wieder im Sturmzentrum und stand in den folgenden Spielzeiten – wenngleich mitunter nach einer Einwechslung teilweise nur für wenige Minuten – mit Ausnahme eines einzigen Spiels in jedem Ligaspiel auf dem Platz. Dabei kam ihm zugute, dass der KSC zumeist mit zwei Stürmern spielen ließ. Die Toranzahl seiner Stürmerkollegen Philipp Hofmann, Mikkel Kaufmann, Igor Matanović oder Budu Siwsiwadse erreichte Schleusener zwar nicht; allerdings gelangen ihm durchweg mindestens sieben Treffer pro Spielzeit. Sein Vertrag läuft bis 2025, wobei der Vertrag sich nach Erreichen einer bestimmten Anzahl an Spielen automatisch um ein Jahr verlängert.

## Auszeichnungen
- Torschützenkönig der Oberliga Baden-Württemberg: 2015 (27 Tore)